# Carta de 1814
La Carta Constitucional de 1814 fue un documento constitucional sancionado por el Rey Luis XVIII de Francia, el 4 de junio de 1814. No se trata de una constitución propiamente tal, sino de una carta otorgada, es decir, una concesión del rey. Rigió sin cambios entre 1814 y 1830, bajo Luis XVIII y Carlos X. Después de la revolución de julio rigió entre 1830 y 1848, con algunas reformas introducidas por el parlamento, al proclamar rey a Luis Felipe de Orleáns.

## Contenido de la Carta

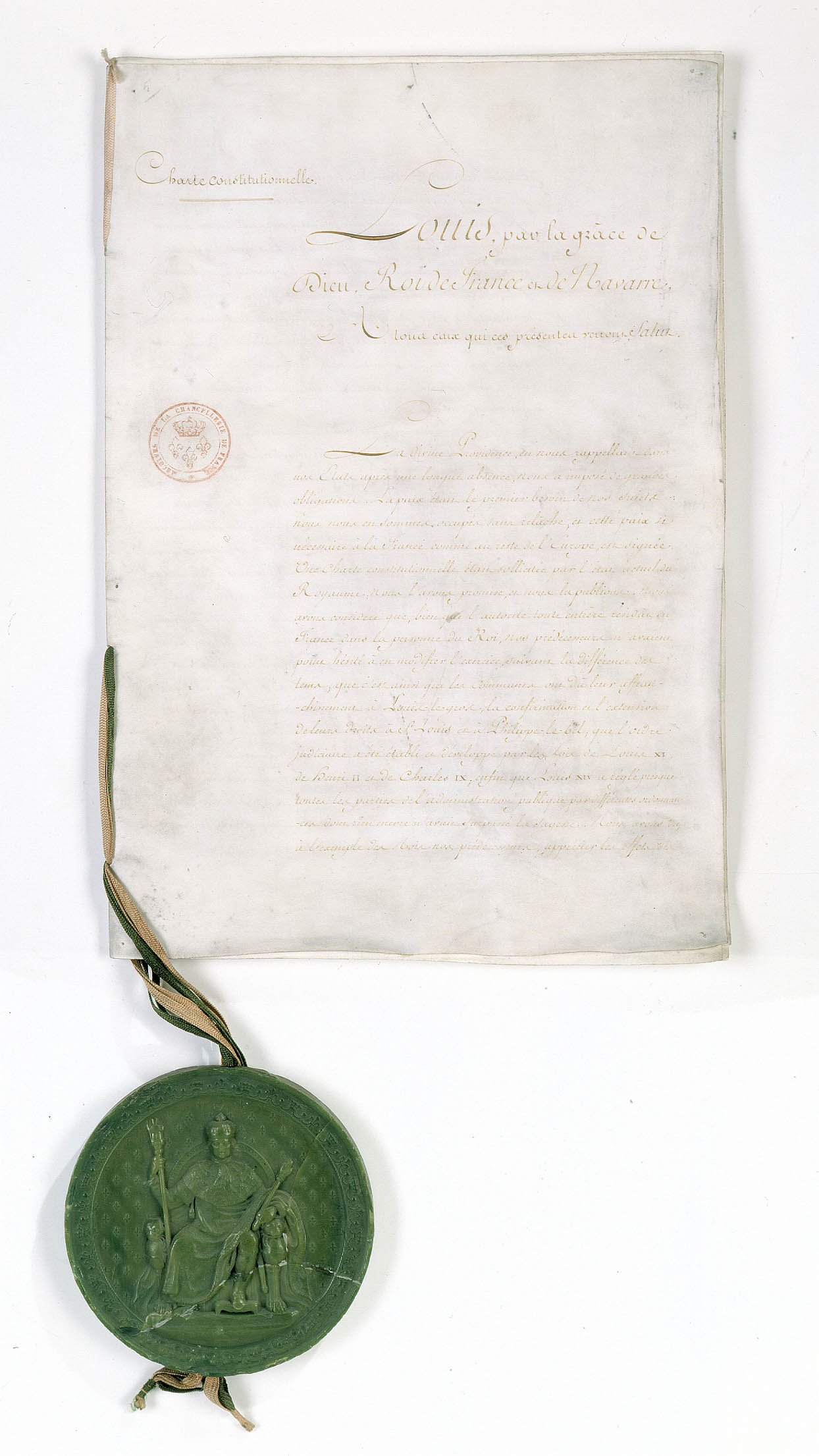
Carta de 1814

De acuerdo con la Carta, la soberanía reside en el rey por Derecho divino. La Carta reconocía algunos de los derechos originales de la Declaración de Derechos del Hombre y el Ciudadano del periodo revolucionario, aunque los derechos reconocidos eran menos. Los artículos 1° a 12° establecían los principales derechos, como el de igualdad ante la Ley; que todos deben pagar impuestos según su fortuna; igualdad de admisión a empleos públicos; libertad personal, de credos y de opinión, bajo las formas que las leyes fijen para reprimir el abuso de la de opinión; derecho de propiedad inviolable, y en caso de interés público se autorizaba la expropiación con indemnización previa. Se prohibieron persecuciones por opiniones y votos hechos antes de la restauración. Se declaró religión del estado a la católica, apostólica y romana.
El poder legislativo estaba constituido por dos cámaras: La cámara de diputados, elegida por sufragio censitario, cuyos miembros renovaban por parcialidades anuales, de manera que cada uno duraba en el cargo 5 años. Los miembros de la cámara de los pares eran designados por el rey, ya sea con carácter hereditario o vitalicio, en número ilimitado. El poder ejecutivo era ejercido solamente por el rey, asistido por sus ministros.
No existía separación rígida de poderes: el rey podía disolver la cámara de diputados, pero ésta no podía hacer dimitir al gobierno por un voto parlamentario. La potestad legislativa correspondía conjuntamente al rey y las cámaras, pero solo el monarca tenía iniciativa legislativa, no así las cámaras. Éstas podían solicitar, de común acuerdo, al rey que les propusiera una ley y el rey podía rechazar esa petición.
El rey debía convocar cada año a las dos cámaras. Disuelta por el rey la cámara de diputados, debía llamar a elecciones de una nueva, y convocarla dentro de 3 meses. La cámara de diputados podía acusar a los ministros por traición o concusión (apropiación de fondos públicos) ante la cámara de los pares, que era la única que podía juzgarlos. El rey nombraba a los jueces, pero éstos eran inamovibles. Solo la ley podía crear tribunales.

## Ordenanzas de julio y caída del rey
El reinado de Luis XVIII terminó con su muerte en 1824, y fue sucedido por su hermano Carlos X, quien era ultrarrealista, es decir un extremista conservador y católico fanático, partidario de restablecer el antiguo régimen. Esto le restó el apoyo de los liberales monárquicos, la burguesía y el pueblo llano que dominaban el parlamento. Las elecciones de 1829 mostraron la minoría en que se encontraba el rey, quien no convocó a las cámaras hasta el 2 de marzo de 1830. Reunidas éstas, el 19 del mismo mes disolvió la cámara de diputados. Carlos X decidió modificar por decreto la Carta (mediante las llamadas Ordenanzas de Julio), disolvió la cámara de diputados, restringió hasta virtualmente abolir la libertad de expresión y limitó aún más el derecho de sufragio. Estos cambios generaron un profundo malestar popular, en medio de una grave crisis económica, por lo cual las masas se sublevaron en París, y derrocaron al rey en la llamada Revolución de Julio. El rey abdicó, esperando que se proclamara como rey a su nieto de 10 años. El parlamento, sin embargo, declaró vacante el trono y proclamó como rey a Luis Felipe de Orleáns, miembro de una rama lateral de la familia Borbón.

## Reformas de 1830
Cuando el rey abdicó el parlamento decidió nombrar como "Lugarteniente del Reino", a Luis Felipe de Orleáns, y adoptó los acuerdos para rectificar la Carta de 1814, en aquellos puntos que Carlos X había usado para tratar de imponer su voluntad. Los más importantes, son:
- Se agrega a la norma que señala que el rey es el jefe supremo del estado, una frase que, manteniendo su facultad de dictar decretos y ordenanzas para ejecutar las leyes, dice: "sin que pueda jamás suspender las leyes ni dispensar su ejecución". Carlos X había pretendido usar su facultad reglamentaria para suspender la libertad de prensa y modificar las leyes electorales (art. 13 nuevo).
- La iniciativa de ley ahora pertenece al rey y a ambas cámaras (art. 14 nuevo).
- Se elimina de la libertad de opinión, el hacerlo conforme a las leyes que castigan el abuso de esa libertad; y se agrega que jamás se podrá restablecer la censura (art. 7 nuevo). 
- Las sesiones de la cámara de los pares son públicas, al igual que las de la cámara de diputados (art. 27 nuevo).
- El presidente de la cámara de diputados es elegido por sus miembros. Antes lo era por el rey de una lista de 5 personas, propuesta por la cámara (art. 37 nuevo).
- Se consagró la bandera tricolor en la Carta: "Francia recupera sus colores y en el futuro no se llevará ninguna otra escarapela que la tricolor." (art. 67 nuevo).